# Chifrijo

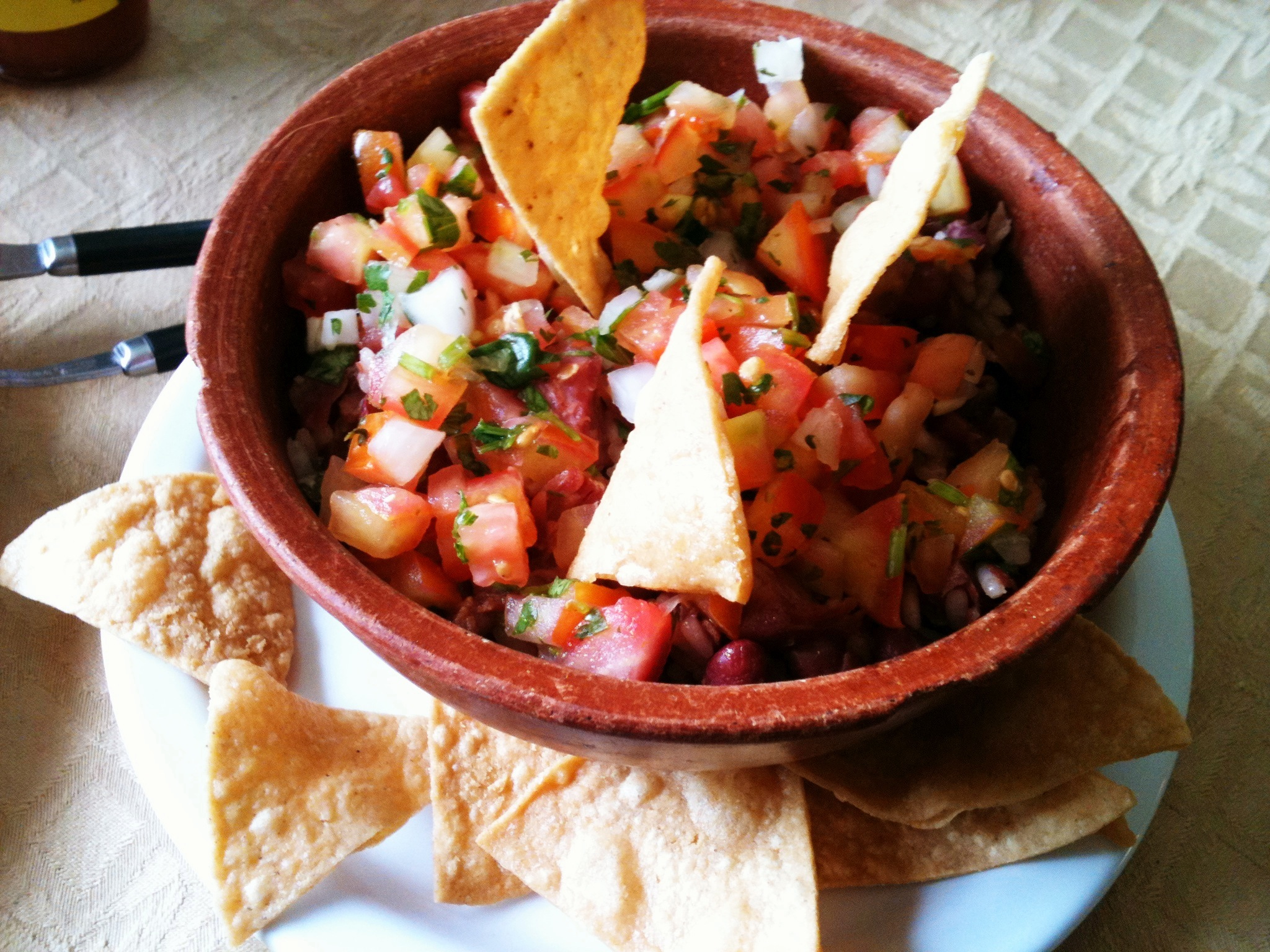
Un plato de chifrijo.

El chifrijo es un platillo contemporáneo Costarricense, se conoce de su existencia desde los años setenta y su origen es de los bares de la capital San José. Es muy frecuente en bares, cantinas y restaurantes. Su nombre se compone de las primeras sílabas de sus principales ingredientes: chicharrones, chimichurri (pico de gallo) y frijoles.

## Ingredientes
El chifrijo consta de los siguientes ingredientes:
- Frijoles con su caldo (de preferencia cubaces tiernos y rojos, pero hay variantes con frijoles rojos comunes, blancos o negros)
- Chicharrón en trocitos (fritura de cerdo, puede ser a base de cortes de carne o de piel)
- Arroz (opcional)
- Chimichurri/pico de gallo (aderezo con tomate, pepino, ajo, culantro, cebolla morada y jugo de limón)
- Tortillitas de maíz fritas cortadas de forma triangular o patacones.
- Aguacate y condimentos al gusto (opcional)

## Variantes

Chifrijo caribeño

En un principio se utilizó el frijol rojo corriente, pero al aparecer el frijol cubace (frijol de gran tamaño) predominó en el gusto de la gente. Es muy común agregarle también salsa de tomate y/o mayonesa, aguacate y chile picante. Por lo general la presentación del platillo es la misma, en un tazón o plato sopero, se pone un asiento de frijoles con caldo, arroz (opcional), los chicharrones y sobre todo esto el chimichurri. Las doraditas pueden ir bordeando el tazón o plato sopero, o incrustadas dentro de los ingredientes, se debe servir inmediatamente después de haberlo preparado y a temperatura caliente a tibia.
Se le puede acompañar con bebidas como cerveza, refresco natural, gaseosas o algún cóctel dulce. También existen variantes vegetarianas con trozos de queso, soya o proteínas vegetales en lugar de chicharrones.

## Polémica
Integrantes de la familia Cordero, del restaurante Cordero's de Tibás, intentaron registrar la palabra "chifrijo" como si fuese una marca comercial. En octubre del 2014 entablaron varias demandas legales contra restaurantes que han utilizado el término "chifrijo" en el menú a pesar de que en el 2006 el Registro de la Propiedad Industrial negó el registro de esta palabra como una marca comercial aduciendo que es improcedente la inscripción del nombre de un producto usando una designación común. En noviembre del 2014, un juez civil desestimó en todos sus extremos la demanda interpuesta por la familia Cordero contra varios establecimientos comerciales que utilizan la palabra "chifrijo" en sus menús.

### Biografía del creador del Chifrijo
Miguel Cordero fue quien se dice fue el creador de la receta y por esta razón la familia Cordero tomo acciones legales en 2014. Miguel Cordero nace en San Carlos en 22 de octubre de 1979, quien después de una vida de negocios crea en Tibás su Corderos Bar, donde nace la receta del Chifrijo y se da a conocer desde los tibaseños quienes quedaron fascinados con el plato y la demanda por el mismo se disparó en cuestión de pocos días. La publicidad de boca en boca hizo que muchos establecimientos de comida comenzaran luego por todo el país a preparar su propia versión del Chifrijo. En muchas de las entrevistas realizadas menciona como con la cocinera de aquella época mezclo varios ingredientes que tenía disponibles para lograr un sabor único.
Don Miguel muere el viernes 19 de mayo de 2020 en su casa de habitación.